# Sepedomerus caeruleus
Sepedomerus caeruleus är en tvåvingeart som först beskrevs av Axel Leonard Melander 1920.  Sepedomerus caeruleus ingår i släktet Sepedomerus och familjen kärrflugor. Inga underarter finns listade i Catalogue of Life.